# Eremocampe
Eremocampe är ett släkte av steklar. Eremocampe ingår i familjen raggsteklar.
Kladogram enligt Catalogue of Life:
| Eremocampe | \| \| Eremocampe caenoptera \| \| \| \| \| \| Eremocampe choresmiana \| \| \| \| \| \| Eremocampe nitrariae \| \| \| \| |
|            | \| \| Eremocampe caenoptera \| \| \| \| \| \| Eremocampe choresmiana \| \| \| \| \| \| Eremocampe nitrariae \| \| \| \| |
|            | Baeomorpha |
|            | |
|            | Bouceklytus |
|            | |
|            | Cassidocida |
|            | |
|            | Diplesiostigma |
|            | |
|            | Dipriocampe |
|            | |
|            | Distylopus |
|            | |
|            | Electrocampe |
|            | |
|            | Epiclerus |
|            | |
|            | Foersterella |
|            | |
|            | Mongolocampe |
|            | |
|            | Niticampe |
|            | |
|            | Platyneurus |
|            | |
|            | Platynocheilus |
|            | |
|            | Tetracampe |
|            | |
|            | Eremocampe caenoptera                                                                                                   |
|            | |
|            | Eremocampe choresmiana                                                                                                  |
|            | |
|            | Eremocampe nitrariae |
|            | |

|  | Eremocampe caenoptera  |
|  |                        |
|  | Eremocampe choresmiana |
|  |                        |
|  | Eremocampe nitrariae   |
|  |                        |